# Galapalaophonte carolinensis
Galapalaophonte carolinensis is een eenoogkreeftjessoort uit de familie van de Laophontidae. De wetenschappelijke naam van de soort is voor het eerst geldig gepubliceerd in 1991 door Fiers.